# Hegyesfarkú zöldgalamb
A hegyesfarkú zöldgalamb (Treron sphenurus) a madarak osztályának galambalakúak (Columbiformes) rendjébe és a galambfélék (Columbidae) családjába tartozó faj.

## Előfordulása
Banglades, Bhután, Kambodzsa, Kína, India, Indonézia, Laosz, Malajzia, Mianmar, Nepál, Pakisztán, Thaiföld és Vietnám szubtrópusi és trópusi nedves síkvidéki és hegyvidéki erdeiben honos.

## Alfajai
- Treron sphenurus sphenurus
- Treron sphenurus robinsoni
- Treron sphenurus korthalsi